# Galové

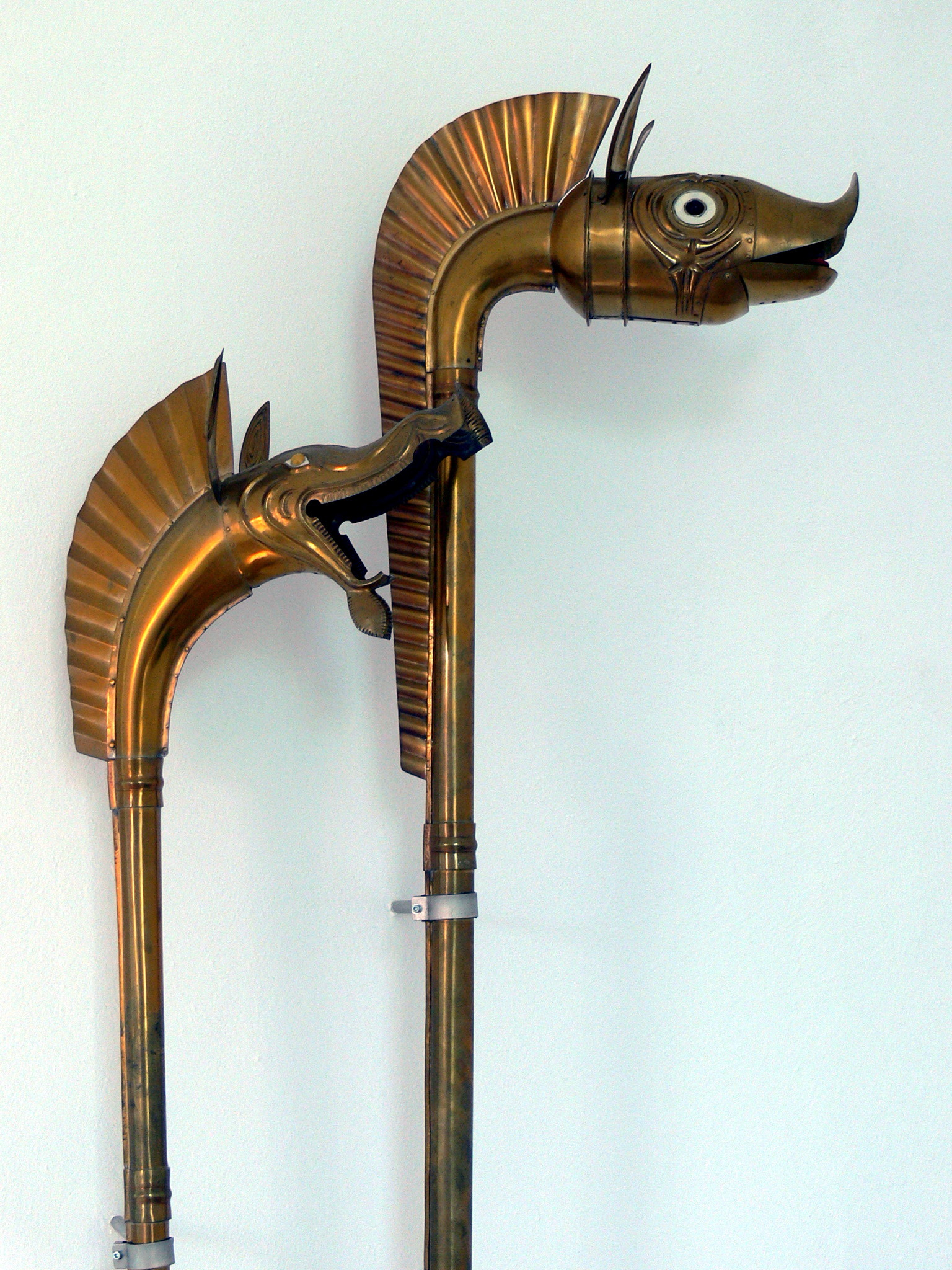
Rekonstrukce keltského karnyxu, keltské muzeum, Salcburk

Galové byli příslušníci keltských kmenů obývajících Galii, území zhruba zahrnující dnešní Francii, Belgii, Švýcarsko a severní Itálii, kteří hovořili galským jazykem. Z hlediska archeologických nálezů jsou Galové spojeni s laténskou kulturou, jež dominovala západní a střední Evropě od 5. až do 1. století př. n. l. Na počátku 3. století př. n. l. podnikla část Galů invazi na Balkán a do Řecka. Poté se přeplavili do Anatolie, kde se usadili jako Galatové. V padesátých letech 1. století př. n. l. Galové podlehli Juliu Caesarovi, jemuž neúspěšně vzdorovali v galských válkách. Během následné římské nadvlády byli pozvolna asimilováni, čímž vznikla galorománská kultura. V důsledku romanizace byla galština v průběhu dalších staletí nahrazena vulgární latinou, z níž se postupně vyvinula francouzština.

## Společnost

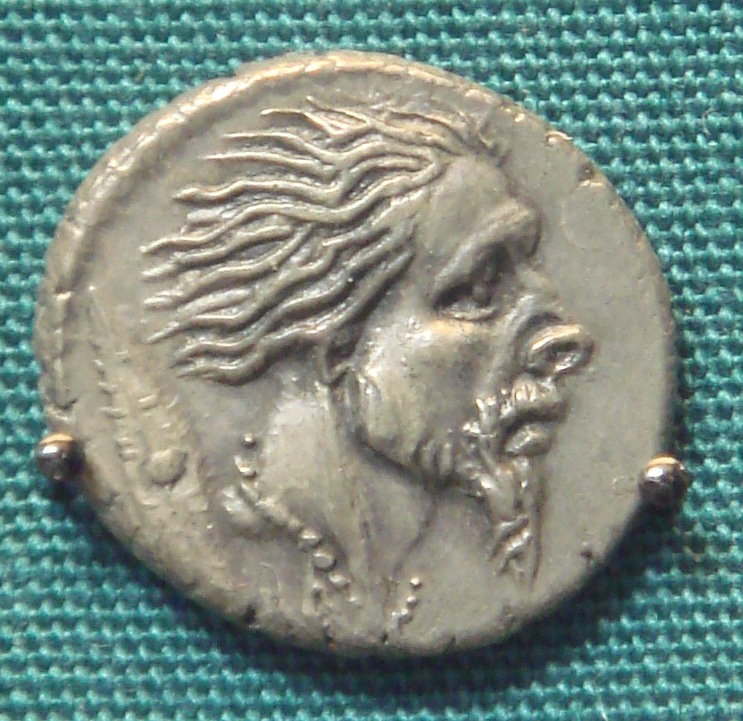
Římský stříbrný denár s hlavou zajatého Gala, polovina 1. století př. n. l.

Galská společnost se dělila do třech tříd. Nejnižší postavení zaujímal prostý lid, zatímco privilegovaná pozice náležela druidům a válečnické šlechtě. Příslušníci první třídy tvořili bezprávnou a utlačovanou masu, přičemž mnozí z nich se nechávali najímat do služeb mocných jedinců z řad šlechty. Počet válečníků a sloužících byl hlavním kritériem při určování významu jednotlivých šlechticů. Pokud šlechtic nedokázal ochránit zájmy svých stoupenců, mohl snadno pozbýt jejich důvěru. Před Caesarovou invazí docházelo často ke střetům mezi ambiciózními vůdci těchto vojenských družin. Galové nacházeli obživu výhradně v zemědělství a žili v drobných rolnických usedlostech nebo vesnicích. Až do příchodu Římanů nestavěli města a v případě nebezpečí se uchylovali do hrazených pevností, nazývaných oppida (singulár oppidum), jež byly budovány na vhodných kopcích. Okolo oppid býval vyhlouben příkop a také byla obehnána dřevěnou palisádou či kamennou hradbou.
Základní organizační jednotkou společnosti byl rod nebo klan (cenedl). Několik těchto klanů tvořilo kmen, v jehož čele stála rada starších a náčelník. I když kmeny představovaly stabilní politické útvary, Galie jako celek setrvávala ve stavu permanentní vnitřní roztříštěnosti, neboť povědomí vlastní etnické spřízněnosti bylo mezi jejími obyvateli velice nízké. Některým mocným náčelníkům se občas podařilo zajistit si oddanost předáků několika kmenů, přesto se Galové nedokázali nikdy plně sjednotit (s výjimkou krátké etapy na samém sklonku galské nezávislosti), byli pouze jakýmsi etnickým společenstvím. I samotné vymezení Galie jako celistvého kulturního prostoru lze připsat spíše Římanům a Řekům, kteří tohoto pojmu užívali k označení území obývaného galskými kmeny. Nejednotnost Galů byla rozhodujícím faktorem, jenž nahrál podrobení jejich území cizinci.
Někdy mezi léty 120 až 60 př. n. l. se mnoho regionů v centrální Galii začalo politicky organizovat v určité předstátní útvary, nepochybně v důsledku působení římské přítomnosti. V každé z těchto civitates (jak je nazval Caesar) se každoročně volil nejvyšší představitel. Aeduové užívali pro jedince obdařeného tímto postavením titul vergobret. Ten měl podobnou pozici jako náčelník, avšak musel se podřizovat rozhodnutím rady. Římští a řečtí autoři udávají, že těchto civitates (v podstatě kmenových svazů) bylo v Galii šestnáct. Civitates se dále členily v menší jednotky, tkz. pagi, jejichž centrem byla oppida. Řada z těchto pevností se proměnila v obchodní střediska, která začala prosperovat díky rozvíjejícímu se obchodu s Římany v Narbonensis. Mnohé galské civitates započaly rovněž s ražbou vlastních mincí.

## Náboženství

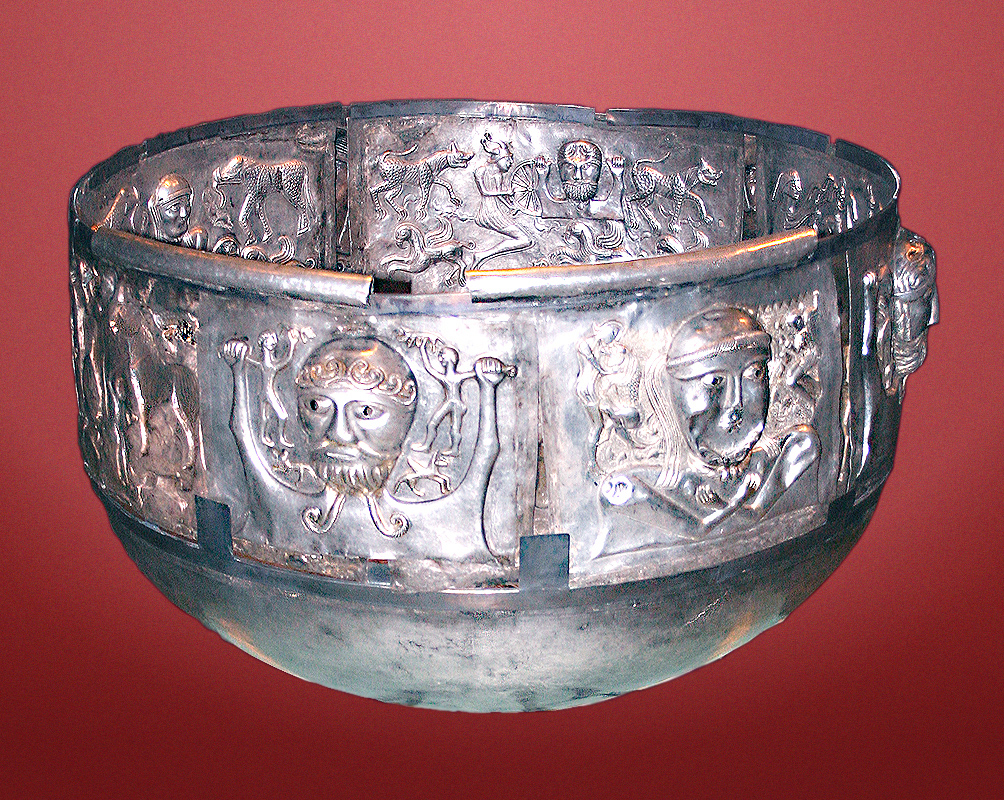
Kotlík z Gundestrupu z galo-římské doby zobrazuje po vzoru antiky keltské bohy v lidské podobě.

Galské náboženství bylo polyteistické. Vyznačovalo se však i určitými prvky animismu, který připisoval lidské vlastnosti jezerům, vodním tokům, pramenům a posvátným hájům, v nichž Galové vykonávali své náboženské obřady. S výjimkou několika málo obzvláště významných míst Galové nestavěli žádné chrámy ani svatyně. Neobvyklé nebylo ani uctívání zvířat. Nejposvátnějším galským zvířetem byl kanec, kterého lze nalézt jako symbol na mnoha galských vojenských standartách a plnil tak podobnou funkci jako orel u Římanů.
Galové nedisponovali tak propracovaným systémem božstev, jaký měli Řekové nebo Římané, avšak existovali bohové, jež uctíval každý Gal, včetně kmenových či domácích bůžků. Jednotliví bohové byli víceméně převzati z primitivních božstev indoevropského původu. V dobách Caesarova příchodu prokazovali Galové největší úctu Toutatisovi („bůh kmene“), galskému ekvivalentu Merkura. Nejvyšší bůh galského náboženství se v latině nazýval Dis Pater („nebeský otec“), jenž byl ztotožňován s římským Jovem, případně Plutem. Kromě nich uctívali Galové další božstva, jako byla bohyně koní a úrody Epona, bůh války Esus, bůh světla Lugh, bůh hromu Taranis, bůh života a smrti Cernunnos a řada jiných bohů. V době římské nadvlády byla keltská božstva ztotožněna s římskými bohy, takže postrádáme úplnou představu o jejich charakteru a vlastnostech. Symbolickým či přímo magickým znakem keltského resp. galského náboženství byla číslice tři. Galští bohové proto často vystupovali v triádách (například Toutatis-Teutates, Taranis, Esus).
Specifický rys galského náboženství reprezentovali kněží zvaní druidové (druides). O jejich původu panují značné nejasnosti. Jisté je, že druidové pečlivě střežili tajemství svých rituálů a v galské společnosti jim náleželo význačné postavení. Druidové dohlíželi na řádné provádění náboženských úkonů a poskytovali vzdělání synům galské šlechty. Rovněž směli uplatňovat jistou formu vyloučení či exkomunikace jednotlivců ze shromáždění věřících, což se ve starověké Galii rovnalo prakticky vyobcování ze společnosti. Dále si nárokovali právo rozhodovat o otázkách války a míru, čímž si zajišťovali i určitý politický vliv. Druidové věřili, že duše člověka nikdy nezemře, přičemž duch muže, jenž padl ve válce, přejde do jiného těla.

## Jazyk

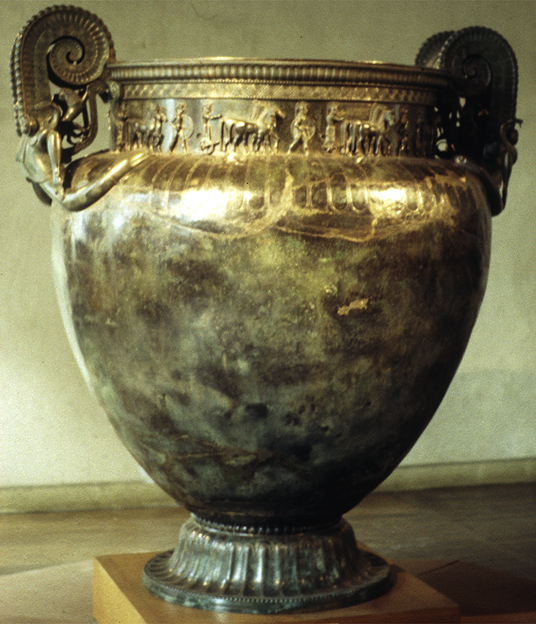
Bronzový krátér z Vieux, departement Côte-d'Or

Galština je termín označující keltský jazyk, kterým mluvili obyvatelé Galie. Julius Caesar se ve svém díle Zápisky o válce galské zmiňuje o galštině jako o jednom ze tří jazyků užívaných galskou populací. Kromě galštiny se v Galii hovořilo ještě akvitánštinou, jež byla příbuzná s dnešní baskičtinou, a germánskými jazyky. Galština patřila společně s keltiberštinou, lepontštinou a galatštinou mezi tzv. pevninské keltské jazyky. Lepontština je často považována za dialekt galštiny. Během římské nadvlády byla galština postupně nahrazena vulgární latinou, pročež následně zcela vymizela.

## Galské kmeny
Po završení podrobení Galie začlenili Římané většinu galských kmenů do civitates, jejichž prostřednictvím je zapojili do své provinciální administrativy. Toto uspořádání bylo později převzato ranou církví, jejíž geografické členění tudíž kopírovalo správní rozdělení pozdně římské Galie. V podobě diecézí francouzských biskupů přetrvaly civitates až do začátku Velké francouzské revoluce.

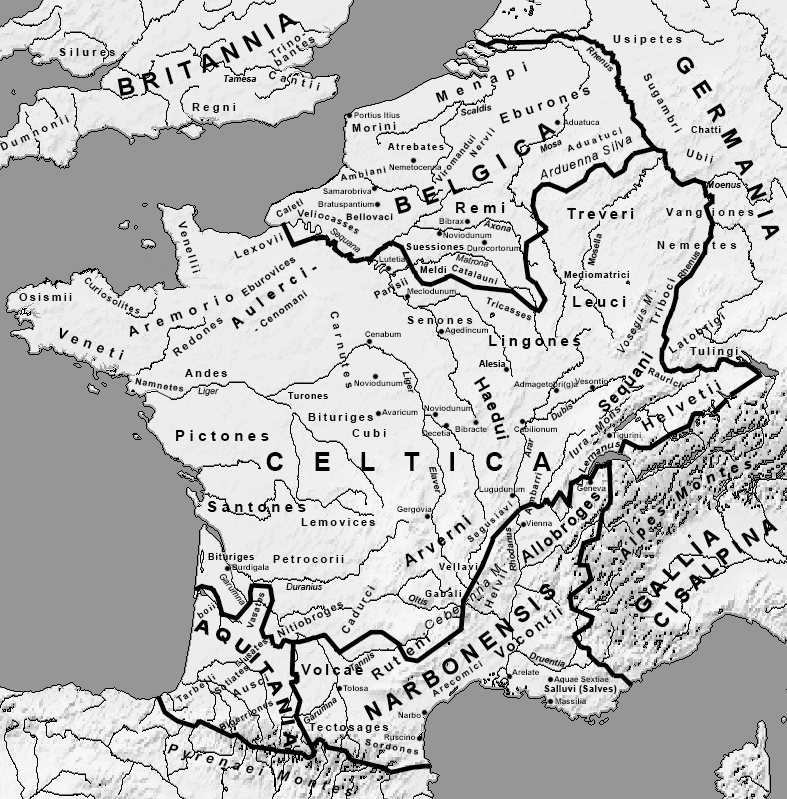
Mapa galských kmenů v polovině 1. století př. n. l.

| Kmen           | Kmen latinsky | Sídlo                                        |
| -------------- | ------------- | -------------------------------------------- |
| Aeduové        | Aedui         | Bibracte                                     |
| Allobrogové    | Allobroges    | Vienne (Vienna)                              |
|                | Ambarri       | departement Ain                              |
|                | Ambiani       | Amiens (Samarobriva)                         |
|                | Andecavi      | Angers (Juliomagus)                          |
| Akvitáni       | Aquitani      | Bordeaux (Burdigala)                         |
| Atrebati       | Atrebates     | Arras (Nemetacum)                            |
| Arvernové      | Arverni       | Gergovia                                     |
| Atuatukové     | Atuatuci      | mezi řekami Šeldou a Mázou                   |
|                | Baiocasses    | Bayeux (Civitas Baiocassium)                 |
| Bójové         | Boii          | řada různých míst                            |
| Bellovakové    | Bellovaci     | Beauvais (Bratuspantium Caesaromagus)        |
| Biturigové     | Bituriges     | Bourges (Avaricum)                           |
|                | Brannovices   | zřejmě poblíž Mâconu (Matisco)               |
|                | Cadurci       | Cahors (Divona Cadureorum)                   |
| Carnuti        | Carnutes      | Chartres (Autricum), Orléans (Cenabum)       |
|                | Catalauni     | Châlons-en-Champagne (Catalaunum)            |
| Cenomani       | Cenomani      | Brescia (Brixia), Le Mans (Vindinium)        |
|                | Ceutrones     | Moûtiers (Darantasia)                        |
|                | Curiosolitae  | severní pobřeží Bretaně                      |
|                | Diablintes    | Jublains (Noviodunum)                        |
| Eburoni        | Eburones      | Tongeren (Atuatuca Tungrorum)                |
|                | Eburovices    | Évreux (Mediolanum Aulercorum)               |
|                | Graioceles    | Grajské Alpy                                 |
| Helvéciové     | Helvetii      | Marin-Epagnier, západní Švýcarsko            |
| Insubrové      | Insubres      | Milán (Mediolanum)                           |
| Lemovikové     | Lemovici      | Limoges (Augustoritum)                       |
|                | Leuci         | Toul (Tullum Leucorum)                       |
|                | Lexovii       | Lisieux (Noviomagus Lexoviorum)              |
| Lingonové      | Lingones      | Langres (Andematunnum)                       |
| Mandubiové     | Mandubii      | Alise-Sainte-Reine (Alesia)                  |
| Mediomatrikové | Mediomatrici  | Mety (Divodurum)                             |
|                | Medulli       | oblast Médoc (Meduli litus), Vienne (Vienna) |
|                | Meldii        | Meaux (Meldos)                               |
| Menapiové      | Menapii       | Cassel (Castellum Menapiorum)                |
|                | Morini        | Boulogne-sur-Mer (Gesoriacum)                |
|                | Namnetes      | Nantes (Portus Namnetus)                     |
| Nerviové       | Nervii        | Bavay (Bagacum)                              |
|                | Orobii        | Bergamo (Bergomum)                           |
|                | Osismii       | Carhaix-Plouguer (Vorgium)                   |
| Parisiové      | Parisii       | Paříž (Lutetia Parisiorum)                   |
|                | Petrocorii    | Périgueux (Civitas Petrucoriorum)            |
| Piktoni        | Pictones      | Poitiers (Lemonum)                           |
|                | Raurici       | Kaiseraugst (Augusta Raurica)                |
|                | Redones       | Rennes (Condate Riedonum)                    |
|                | Remi          | Remeš (Durocortorum)                         |
|                | Ruteni        | Rodez (Segodunum)                            |
|                | Salassi       | Aosta (Augusta Praetoria)                    |
|                | Santones      | Saintes (Mediolanum Santonum)                |
| Senonové       | Senones       | Sens (Agendicum)                             |
| Sekvanové      | Sequani       | Besançon (Vesontio)                          |
|                | Suessiones    | Soissons (Noviodunum)                        |
|                | Tarbelli      | Dax (Aquae Tarbellicae)                      |
|                | Taurini       | Turín (Castra Taurinorum)                    |
|                | Tigurini      | Yverdon-les-Bains (Eburodunum)               |
|                | Tolosates     | Toulouse (Tolosa)                            |
| Treveři        | Treveri       | Trevír (Augusta Treverorum)                  |
|                | Tricasses     | Troyes (Augustobona)                         |
|                | Tricastini    | Senomagus                                    |
| Tungrové       | Tungri        | Tongeren (Atuatuca Tungrorum)                |
|                | Turones       | Tours (Caesarodunum)                         |
|                | Unelli        | Coutances (Constantia)                       |
| Vangioni       | Vangiones     | Worms (Borbetomagus)                         |
|                | Veliocassi    | Rouen (Rotomagus)                            |
|                | Vellavi       | Le Puy-en-Velay (Ruessium)                   |
| Venetové       | Veneti        | Vannes (Darioritum)                          |
|                | Vertamocori   | Novara (Novaria)                             |
|                | Viducasses    | Vieux (Aregenua)                             |
|                | Vocontii      | Vaison-la-Romaine (Vasio Vocontiorum)        |
| Volkové        | Volcae        | Nîmes (Nemaussus), Toulouse (Tolosa)         |